# Perívlepto
Perívlepto (Perivlepto) är en ort i Grekland.   Den ligger i prefekturen Nomós Magnisías och regionen Thessalien, i den centrala delen av landet, 170 km nordväst om huvudstaden Aten. Perívlepto ligger 262 meter över havet och antalet invånare är 266.
Terrängen runt Perívlepto är huvudsakligen kuperad, men åt nordost är den platt. Runt Perívlepto är det ganska glesbefolkat, med 42 invånare per kvadratkilometer. Närmaste större samhälle är Velestíno, 9,5 km nordost om Perívlepto. Trakten runt Perívlepto består till största delen av jordbruksmark.